# جان ابرنتی (جراح)
جان ابرنتی (انگلیسی: John Abernethy (surgeon)؛ ۳ آوریل ۱۷۶۴ – ۲۰ آوریل ۱۸۳۱) یک کالبدشناس، و جراح اهل بریتانیا بود. وی از اعضای انجمن سلطنتی بریتانیا بود.